# Vitis rotundifolia
Espèce
Vitis rotundifolia, ou Muscadinia rotundifolia est une espèce de vigne originaire du sud-est des États-Unis, qui pousse dans des régions ayant un climat chaud et humide, où les températures baissent rarement en dessous de 12 degrés Celsius,. Cette vigne pousse naturellement dans les États suivants: Alabama, Arkansas, Caroline du Nord, Caroline du Sud, Delaware, Floride, Géorgie, Kentucky, Louisiane, Maryland, Missouri, Mississippi, Oklahoma, Tennessee, Texas, Virginie et Virginie-Occidentale. Ses caractéristiques principales sont sa résistance au climat chaud et humide et son besoin limité de période de refroidissement pour que les plantes puissent bourgeonner.

## Synonymes
Suivant le genre attribué, on trouve Vitis rotundifolia, Muscadinia rotundifolia, ou encore des noms vernaculaires comme la muscadine, soco, ou liane de soco en Louisiane.

## Utilisation

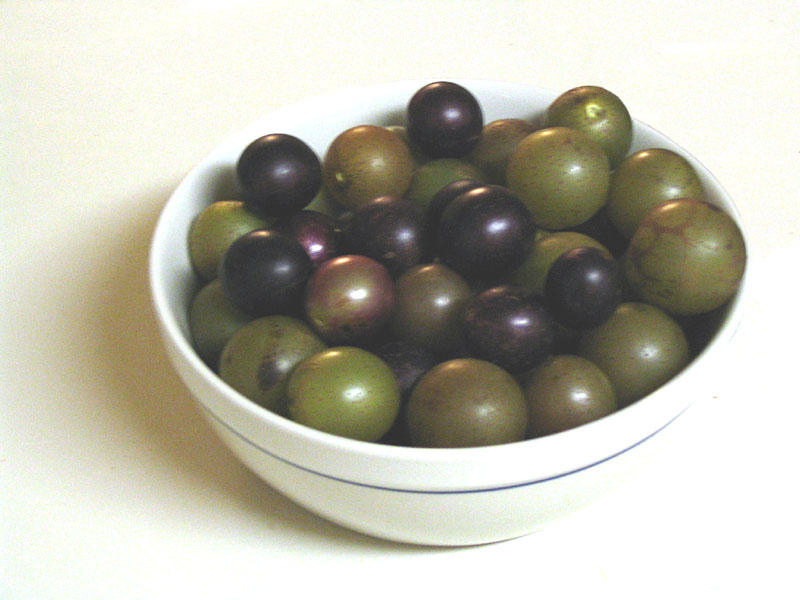
Raisins muscadines. Les raisins verdâtres sont du cépage Scuppernong

Les raisins muscadine peuvent être mangés frais ou utilisés dans la production de jus, de gelées ou de vin. Il existe plusieurs cépages de muscadine, les plus connus étant le Thomas et le Scuppernong.

## Histoire
Le muscadine du cépage scuppernong aurait été le premier raisin à être utilisé pour la fabrication de vin dans l'histoire des États-Unis, soit il y a plus de 400 ans sur l'île de Roanoke Island en Caroline du Nord, dans la colonie fondée par Walter Raleigh.

## Médecine
Covid-19
Une étude de novembre 2020 menée par l'université de Caroline du Nord suggère que les polyphénols spécifiques (flavanols et proanthocyanidines) contenus dans Vitis rotundifolia, dans le thé vert, dans le cacao et dans le chocolat noir affecteraient la capacité du virus SARS-CoV-2 à se fixer sur les cellules humaines, réduisant ainsi les taux d'infection et de transmission du virus, cause de la Covid-19.